# ジェマル・ギュルセル
ジェマル・ギュルセル（トルコ語：Cemal Gürsel、1895年10月13日‐1966年9月14日）は、トルコの政治家、軍人。1960年に軍部のクーデターで政権を掌握し、第4代トルコ大統領を務めた。

## 経歴

### 軍人
1895年10月13日にエルズルムで、オスマン帝国軍人の家庭に誕生する。オルドゥの小学校を卒業後、エルズィンジャン幼年兵学校 (中学校)、帝都イスタンブールのクレリ少年兵学校 (高等学校)、陸軍士官学校に進んだ。早くから「ジェマル・アー（ジェマル兄貴/親分）」とあだ名された親分肌の人物だった。士官学校最終学年のとき第一次世界大戦が勃発し、1914年10月14日より従軍した。ガリポリの戦いに第4軍団所属の少尉として参加する。次いで第41師団付榴弾砲中隊長としてパレスチナ戦線に転じるが、1918年9月19日にメギッドの戦いでイギリス軍の捕虜となり、1920年10月6日までエジプトに抑留された。後に記者に「何故捕虜収容所にいた時に英語を習わなかったのか？」と聞かれたギュルセルは、「捕虜になった屈辱から英語ではなく、あえてフランス語を学んだのだ」と答えた。
解放されるとイスタンブールに戻り、その後ムスタファ・ケマル率いるトルコ大国民議会派に投じる。独立戦争に従軍し、トルコ西部の戦線でギリシャ軍と戦った。アンカラ近郊でのサカリヤ川の戦いにも従軍し、のちに議会から独立勲章を授与された。1922年9月1日に大尉に昇進し、士官学校を教育を補完した後、1926年10月1日に入校した陸軍大学を1929年9月1日に修了し参謀となった。この間、1927年に海軍士官の娘メラハット夫人と結婚し、一男をもうけた。45年に渡る軍歴では、大将まで昇進。また諜報機関の長も兼ねた。ソビエト連邦との国境に駐屯する第3軍司令官を経て、1958年に陸軍総司令官に就任。包容力とユーモアにあふれた人柄で、NATO軍の同僚にも人気があった。また軍部や国民の人望も厚かった。

### クーデター
1960年3月に国防省に覚書を送り、当時学生や知識人による反政府運動にさらされていたアドナン・メンデレス首相への支持と、メンデレスが次期大統領に就任して国民の団結を守るべきだという見解を示したが、これにより次期参謀総長候補から外され、退役に追い込まれた。5月27日に軍の一部青年将校はクーデターを強行し、メンデレスやジェラル・バヤル大統領、与党民主党の政治家、リュシュテュ・エルデルフン参謀総長などを憲法違反の罪状で逮捕した。臨時政権の指導者として人望に厚かったギュルセルが選ばれ、寝間着のままだったギュルセルは輸送機で首都のアンカラに移送された。5月30日、ギュルセルは臨時政府（国家統一委員会）で国家元首・首相・国防相を兼任することを宣言し、初代大統領ケマル・アタテュルク以来の強権を握った。
ギュルセルはメンデレス政権により逮捕されていた学生200人、新聞記者9人を釈放させ、発禁処分となっていた13紙を解禁した。さらに法学者10人らに命じて新憲法草案を起草させた。さらに新たな参謀総長にラグプ・ギュミュシュパラを任命した。二ヵ月後に参謀総長はジェヴデト・スナイに交代したが、ギュミュシュパラはギュルセルの命で旧民主党メンバーを吸収して公正党を結成した。ギュルセルは軍用ジープで国内を回り、国民に親しく接して支持を得ることに成功した。またクーデターで逮捕された者の死刑を回避することに努めたが、メンデレスと閣僚2名の死刑回避は軍部により拒絶された。ギュルセルは軍部独裁に抵抗したため何度か軍部内の暗殺・クーデター計画に直面したが、クーデター首謀者らを左遷して新憲法制定と民主主義への回帰に大きな役割を果たした。

### 大統領
国家指導者として早々にギュルセルはキプロス紛争やキューバ危機など外患を経験する一方、国内少数民族であるアルメニア人やユダヤ人、ギリシャ人の代表の議会進出を認めた。1961年に国民投票で新憲法が承認され、停止されていた国会が再開され、ギュルセルは正式に第4代大統領に選出された。新憲法は大国民議会に加えて上院を制定し、政府へのチェック機能を強めた内容であった。1961年11月にイスメト・イノニュが首相に就任した。冷戦の最中にソビエト連邦との融和（両国間の電話線敷設合意）に努める一方、アメリカ合衆国・イギリス・西ドイツによる借款や技術援助などで、西側諸国との関係を強化した。この結果1964年にイスタンブールに原子炉が建設される一方、欧州経済共同体諸国で特に西ドイツへのトルコ人出稼ぎ労働者が増加した。またイラン・パキスタン・アフガニスタンなど中東・イスラム諸国との善隣にも努めた。
1961年頃からギュルセルには既に発作が見られたが、病状が悪化したため、1966年2月2日にワシントンD.C.の陸軍病院に緊急空輸された。治療の甲斐無く1週間後に昏睡状態に陥ったためにトルコに戻され、3月28日に議会は憲法の規定に従い、病気を理由にギュルセルの大統領権限を停止した。遺言などを一切残せないままギュルセルは9月14日に死去し、アタテュルク廟の敷地内にある墓地に葬られた。なお1988年にトルコ国家墓地に改葬されている。